# Brachystelma
Genre
Brachystelma est un genre de plantes de la famille des Apocynaceae. Ce genre est maintenant synonyme du genre Ceropegia .  

## Liste des sous-espèces et espèces
Selon NCBI (23 janvier 2018) :
- Brachystelma albipilosum
- Brachystelma alpinum
- Brachystelma angustum
- Brachystelma arnottii
- Brachystelma australe
- Brachystelma barberiae
- Brachystelma blepharanthera
- Brachystelma bourneae
- Brachystelma bracteolatum
- Brachystelma brevipedicellatum
- Brachystelma brevitubulatum
- Brachystelma buchananii
- Brachystelma burchellii
- Brachystelma caffrum
- Brachystelma campanulatum
- Brachystelma cathcartense
- Brachystelma caudatum
- Brachystelma chloranthum
- Brachystelma chlorozonum
- Brachystelma christianeae
- Brachystelma ciliatum
- Brachystelma circinatum
- Brachystelma comptum
- Brachystelma cummingii
- Brachystelma decipiens
- Brachystelma delicatum
- Brachystelma dinteri
- Brachystelma discoideum
- Brachystelma edule
- Brachystelma ellipticum
- Brachystelma elongatum
- Brachystelma filifolium
- Brachystelma floribundum
- Brachystelma foetidum
- Brachystelma franksiae
- Brachystelma gemmeum
- Brachystelma gerrardii
- Brachystelma glabrum
- Brachystelma gymnopodum
- Brachystelma huttonii
- Brachystelma incanum
- Brachystelma keniense
- Brachystelma kituloense
- Brachystelma kolarense
- Brachystelma lineare
- Brachystelma luteum
- Brachystelma macropetalum
- Brachystelma mafekingense
- Brachystelma mahajanii
- Brachystelma malwanense
- Brachystelma maritae
- Brachystelma meyerianum
- Brachystelma minimum
- Brachystelma minor
- Brachystelma modestum
- Brachystelma nanum
- Brachystelma naorojii
- Brachystelma natalense
- Brachystelma ngomense
- Brachystelma nutans
- Brachystelma oianthum
- Brachystelma parvulum
- Brachystelma perditum
- Brachystelma petraeum
- Brachystelma plocamoides
- Brachystelma praelongum
- Brachystelma pruinosum
- Brachystelma pulchellum
- Brachystelma pygmaeum
  - sous-espèce Brachystelma pygmaeum subsp. flavidum
- Brachystelma recurvatum
- Brachystelma rubellum
- Brachystelma schizoglossoides
- Brachystelma swazicum
- Brachystelma tavalla
- Brachystelma tenue
- Brachystelma tenuissimum
- Brachystelma theronii
- Brachystelma thunbergii
- Brachystelma vahrmeijeri
- Brachystelma vartakii

Selon The Plant List (23 janvier 2018) :
- Brachystelma albipilosum A.Lancaster ex Peckover
- Brachystelma alpinum R.A.Dyer
- Brachystelma angustum Peckover
- Brachystelma arachnnoideum Masinde
- Brachystelma arenarium S.Moore
- Brachystelma arnottii Baker
- Brachystelma asmarense Chiov.
- Brachystelma attenuatum Hook.f.
- Brachystelma australe R.A.Dyer
- Brachystelma bagshawei S.Moore
- Brachystelma barberiae Harv. ex Hook.f.
- Brachystelma beddomei Hook.f.
- Brachystelma bikitaense Peckover
- Brachystelma blepharanthera Hans Huber
- Brachystelma bourneae Gamble
- Brachystelma bracteolatum Meve
- Brachystelma brevipedicellatum Turrill
- Brachystelma brownianum (S.Moore) Meve
- Brachystelma bruceae R.A.Dyer
- Brachystelma buchananii N.E.Br.
- Brachystelma burchellii (Decne.) Peckover
- Brachystelma caffrum (Schltr.) N.E.Br.
- Brachystelma campanulatum N.E.Br.
- Brachystelma canum R.A.Dyer
- Brachystelma cathcartense R.A.Dyer
- Brachystelma chloranthum (Schltr.) Peckover
- Brachystelma chlorozonum E.A.Bruce
- Brachystelma christianeae Peckover
- Brachystelma ciliatum Arekal & T.M.Ramakrishna
- Brachystelma circinnatum E.Mey.
- Brachystelma coddii R.A.Dyer
- Brachystelma codonanthum Bruyns
- Brachystelma comptum N.E.Br.
- Brachystelma constrictum J.B.Hall
- Brachystelma crispum Graham
- Brachystelma cummingii A.P.Dold
- Brachystelma cupulatum R.A.Dyer
- Brachystelma decipiens N.E.Br.
- Brachystelma delicatum R.A.Dyer
- Brachystelma dimorphum R.A.Dyer
- Brachystelma dinteri Schltr.
- Brachystelma discoideum R.A.Dyer
- Brachystelma duplicatum R.A.Dyer
- Brachystelma dyeri K.Balkwill, M.Balkwill & Cadman
- Brachystelma edule Collett & Hemsl.
- Brachystelma elegantulum S.Moore
- Brachystelma elenaduense Sathyan.
- Brachystelma ellipticum A.Rich.
- Brachystelma elongatum (Schltr.) N.E.Br.
- Brachystelma euphorbioides K.Schum.
- Brachystelma exile Bullock
- Brachystelma festucifolium E.A.Bruce
- Brachystelma filifolium (Schltr.) Peckover
- Brachystelma floribundum R.A.Dyer
- Brachystelma foetidum Schltr.
- Brachystelma franksiae N.E.Br.
- Brachystelma furcatum Boele
- Brachystelma gemmeum R.A.Dyer
- Brachystelma gerrardii Harv.
- Brachystelma glabriflorum (F.Muell.) Schltr.
- Brachystelma glabrum Hook.f.
- Brachystelma glenense R.A.Dyer
- Brachystelma gracile E.A.Bruce
- Brachystelma gracillimum R.A.Dyer
- Brachystelma gymnopodum (Schltr.) Bruyns
- Brachystelma hirtellum Weim.
- Brachystelma huttonii (Harv.) N.E.Br.
- Brachystelma incanum R.A.Dyer
- Brachystelma inconspicuum S.Venter
- Brachystelma johnstonii N.E.Br.
- Brachystelma keniense Schweinf.
- Brachystelma kerrii Craib
- Brachystelma kerzneri Peckover
- Brachystelma kituloense Goyder
- Brachystelma kolarenses Arekal & T.M.Ramakrishna
- Brachystelma laevigatum Hook.f.
- Brachystelma lancasteri Boele
- Brachystelma lanceolatum Turrill
- Brachystelma lankana Dassan. & Jayas.
- Brachystelma le-testui Pellegr.
- Brachystelma lineare A.Rich.
- Brachystelma longifolium (Schltr.) N.E.Br.
- Brachystelma luteum Peckover
- Brachystelma macropetalum (Schltr.) N.E.Br.
- Brachystelma maculatum Hook.f.
- Brachystelma mafekingense N.E.Br.
- Brachystelma malwanense S.R.Yadav & N.P.Singh
- Brachystelma maritae Peckover
- Brachystelma medusanthemum J.-P.Lebrun & Stork
- Brachystelma megasepalum Peckover
- Brachystelma merrillii Schltr.
- Brachystelma meyerianum Schltr.
- Brachystelma micranthum E.Mey.
- Brachystelma microstemma Schltr.
- Brachystelma minimum R.A.Dyer
- Brachystelma minor E.A.Bruce
- Brachystelma modestum R.A.Dyer
- Brachystelma molaventi Peckover & A.E.van Wyk
- Brachystelma montanum R.A.Dyer
- Brachystelma mortonii C.C.Walker
- Brachystelma nanum (Schltr.) N.E.Br.
- Brachystelma naorojii P.Tetali & al.
- Brachystelma natalense (Schltr.) N.E.Br.
- Brachystelma nauseosum De Wild.
- Brachystelma nepalense (Radcl.-Sm.) Meve
- Brachystelma ngomense R.A.Dyer
- Brachystelma nutans Bruyns
- Brachystelma occidentale Schltr.
- Brachystelma oianthum Schltr.
- Brachystelma omissum Bullock
- Brachystelma pachypodium R.A.Dyer
- Brachystelma papuanum Schltr.
- Brachystelma parviflorum Hook.f.
- Brachystelma parvulum R.A.Dyer
- Brachystelma pauciflorum Duthie
- Brachystelma pellacibellum L.E.Newton
- Brachystelma perditum R.A.Dyer
- Brachystelma petraeum R.A.Dyer
- Brachystelma phyteumoides K.Schum.
- Brachystelma pilosum R.A.Dyer
- Brachystelma plocamoides Oliv.
- Brachystelma praelongum S.Moore
- Brachystelma prostratum E.A.Bruce
- Brachystelma pruinosum Bruyns
- Brachystelma pulchellum Schltr.
- Brachystelma punctatum Boele
- Brachystelma pygmaeum (Schltr.) N.E.Br.
- Brachystelma ramosissimum (Schltr.) N.E.Br.
- Brachystelma rangacharii Gamble
- Brachystelma recurvatum Bruyns
- Brachystelma remotum R.A.Dyer
- Brachystelma richardsii Peckover
- Brachystelma rubellum (E.Mey.) Peckover
- Brachystelma sandersonii (Oliv.) N.E.Br.
- Brachystelma schinzii (K.Schum.) N.E.Br.
- Brachystelma schizoglossoides (Schltr.) N.E.Br.
- Brachystelma schoenlandianum Schltr.
- Brachystelma schultzei Schltr.
- Brachystelma setosum Peckover
- Brachystelma simplex Schltr.
- Brachystelma stellatum E.A.Bruce & R.A.Dyer
- Brachystelma stenophyllum (Schltr.) R.A.Dyer
- Brachystelma swarupa K.K.Kumar & Goyder
- Brachystelma swazicum R.A.Dyer
- Brachystelma tabularium R.A.Dyer
- Brachystelma tavalla K.Schum.
- Brachystelma tenellum R.A.Dyer
- Brachystelma tenue R.A.Dyer
- Brachystelma tenuissimum Bruyns
- Brachystelma theronii Bruyns
- Brachystelma togoense Schltr.
- Brachystelma tuberosum (Meerb.) R.Br.
- Brachystelma vahrmeijeri R.A.Dyer
- Brachystelma villosum (Schltr.) N.E.Br.
- Brachystelma virgatum (E. Mey.) D. Dietr.
- Brachystelma volubile Hook.f.